# Oceania Rugby Junior Trophy 2022
El Oceania Rugby Junior Trophy del 2022 fue la sexta edición del torneo juvenil que organiza Oceania Rugby.
El campeón clasificó al Trofeo Mundial de Rugby Juvenil 2023.
El torneo se disputó en el Estadio deportivo Teufaiva, de la ciudad de Nukualofa en Tonga.

## Equipos participantes
- Selección juvenil de rugby de Samoa (Samoa M20)
- Selección juvenil de rugby de Tonga (Junior ‘Ikale Tahi)

## Resultados
| 29 de noviembre | Tonga | 20 - 19 | Samoa | Estadio deportivo Teufaiva, Nukualofa, Tonga |  |

| 3 de diciembre | Tonga | 5 - 8 | Samoa | Estadio deportivo Teufaiva, Nukualofa, Tonga |  |

| Bandera de Samoa |
| Campeón Samoa    |
| Segundo título   |